# Рахбари Шура
Руководящий совет Исламского Эмирата Афганистан, также известный как Рахбари Шура (رهبری شُورَىٰ в переводе с пушту — «Верховный совет») — главный военно-политический орган исламистского движения «Талибан» и руководящий орган правительства Исламского Эмирата Афганистан. Образован вскоре после свержения режима талибов в 2001 году. Он сыграл ключевую роль в руководстве повстанческим движением талибов из столицы пакистанской провинции Белуджистан — города Кветта, из-за чего получил распространённое неофициальной название Шура-е-Кветта (рус. Совет Кветты).
В его состав входит около десятка политических и религиозных деятелей, влиятельные полевые командиры, в подавляющем большинстве — пуштуны. Совет функционирует в соответствии с моделью принятия решений на основе консенсуса и возглавляется верховным лидером (эмиром). Совет назначает верховного лидера в случае, если должность оказывается вакантной. При первом верховном лидере Мухаммеде Омаре роль совета была чисто консультативной. Соглашение о правлении на основе консенсуса было принято после спорного назначения Ахтара Мансура вторым верховным лидером. Тем не менее, верховный лидер всё ещё может отменить или обойти решения совета, так как принятая модель консенсуса является конституционным обычаем.